# Sławomira Żerańska-Kominek
Sławomira Żerańska-Kominek (ur. 10 stycznia 1946 w Rokitnicy) – polska muzykolog.

## Życiorys
Studiowała arabistykę (1963–1968) i muzykologię (1971–1973) na Uniwersytecie Warszawskim.
Od 1973 pracownik naukowy Instytutu Muzykologii Uniwersytetu Warszawskiego. Przewód doktorski u Anny Czekanowskiej w 1976 („Teoretyczne podstawy arabskiego systemu tonalnego”). W następnych latach odbyła staże naukowe w Salzburgu (1976), w Belfaście (1981), w Jerozolimie (1987). W 1987 uzyskała habilitację (książka „Symbole czasu i przestrzeni w muzyce Azji Centralnej”). Od lat 80. pełni różne funkcje kierownicze w Instytucie Muzykologii UW: od 1995 jest kierownikiem Zakładu Muzykologii Systematycznej IM UW, prowadząc seminaria w dziedzinie antropologii muzyki i etnomuzykologii; od 1998 Dyrektor Instytutu Muzykologii UW. W 1996 otrzymała tytuł profesora.
Uczestniczyła w licznych krajowych i zagranicznych konferencjach naukowych, m.in. w Bloomington i Oksfordzie oraz Goldsmith.
Jest członkiem Związku Kompozytorów Polskich, European Society for Cognitive Sciences of Music, European Seminar in Ethnomusicology, International Council for Traditional Music, American Society for Ethnomusicology.
Otrzymała wiele nagród za swoje publikacje: zbiór prac „Studia Etnomuzykologiczne”, „Symbole czasu i przestrzeni w muzyce Azji Centralnej”, „Muzyka w kulturze”, „Opowieść o Szalonej Harman i Aszyku zakochanym w księżycu”. W 2012 otrzymała Nagrodę Związku Kompozytorów Polskich.

## Praca naukowa
Sławomira Żerańska-Kominek w swej pracy naukowej wykorzystuje metody etnomuzykologiczne, psychologię muzyki oraz antropologię kognitywną. Przedmiotem jej pracy badawczej były m.in.
- arabska średniowieczna kultura muzyczna (analiza rytmów oraz teoria średniowiecznych arabskich systemów tonalnych),
- muzyka obszaru Azji Centralnej,
- przemiany tradycji muzycznej mniejszości litewskiej w Polsce,
- tradycje muzyczne Turkmenów, struktury instrumentalnych części szaszmakomu
- funkcjonowanie mitu Orfeusza w europejskiej sztuce i kulturze,
- związki muzyki i kultury ogrodu (projekt badawczy Muzyka w ogrodach miłości)